# Consistori del Gay Saber

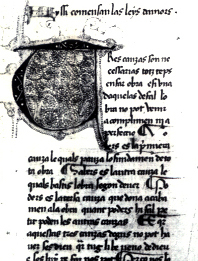
Una inicial de la primera página de las Leys d'amor

El Consistori del Gay Saber (idioma occitano: «Consistorio de la Gaya Ciencia») fue una academia poética fundada en Toulouse en 1323 para revivir y perpetuar la poesía lírica de los trovadores.
También conocida como Acadèmia dels Jòcs Florals o Académie des Jeux Floraux («Academia de los Juegos Florales»), es la institución literaria más antigua del mundo occidental. Fue fundada en 1323 en Toulouse y posteriormente restaurada por Clémence Isaure como Consistori del Gay Saber con el objetivo de fomentar la poesía occitana. Los mejores versos fueron premiados en los juegos florales en forma de diferentes flores, realizadas en oro o plata, como violetas, escaramujos, caléndulas, amarantos o lirios. El Consistorio finalmente se fue galicizado. Fue renovado por Luis XIV en 1694 y todavía existe hoy en día. La Académie des Jeux Floraux ha tenido miembros tan prestigiosos como Ronsard, Marmontel, Chateaubriand, Voltaire, Alfred de Vigny, Victor Hugo y Frédéric Mistral.

## Fundación
El Consistorio fue fundada por siete hombres literarios de la burguesía, que compusieron un manifiesto, en versos en occitano antiguo, comprometiéndose a otorgar premios a la poesía trovadoresca en el estilo y emulando el lenguaje de la época clásica de los trovadores (aproximadamente por el 1160-1220). La academia se llamaba originalmente Consistori dels Sept Trobadors ("Consistorio de los Siete Trovadores") o Sobregaya Companhia dels Set (VII) Trobadors de Tolosa ("Compañía llena de alegría de los siete trovadores de Toulouse "). En sus esfuerzos por promover una koiné literaria extinta sobre los dialectos en evolución del siglo XIV, el Consistorio hizo un largo camino para preservar la memoria de los trovadores para la posteridad, así como para legar a los estudios posteriores una terminología enciclopédica para el análisis y la historiografía de la poesía lírica. Chaytor creía que el Consistorio "surgió de reuniones informales de poetas celebradas en años anteriores".
El Consistorio estaba liderado por un canciller y siete jueces o mantenedors (mantenedores). En 1390, Juan I de Aragón, uno de los primeros humanistas del Renacimiento en sentarse en un trono europeo, estableció el Consistorio de Barcelona a imitación de la academia tolosana.

## Ocupaciones

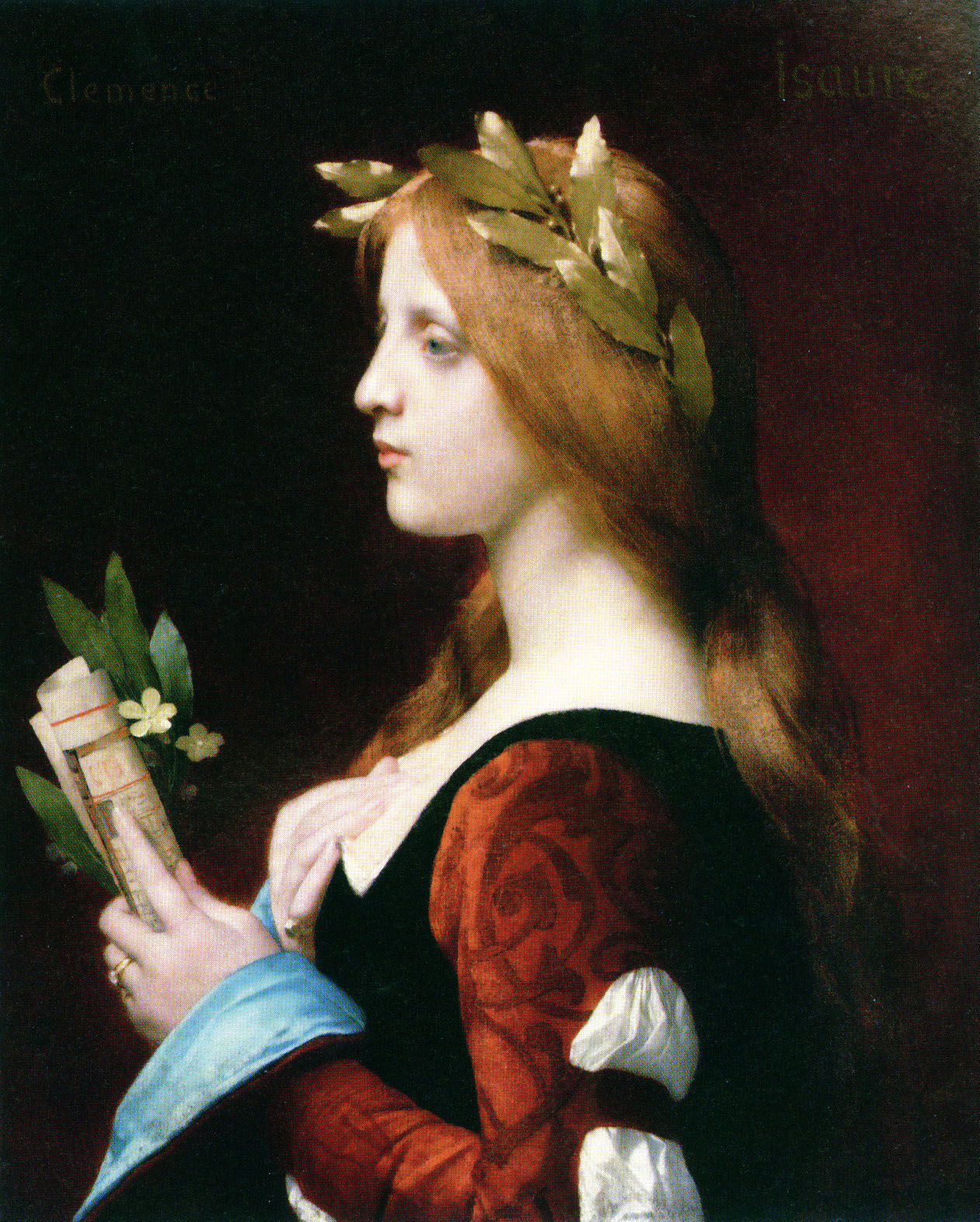
Clémence Isaure (Clemença Issaura), patrona imaginaria de los Jocs Florals, por Jules Joseph Lefebvre

El Consistorio celebraba un concurso anual de poesía en el que un concursante, el "poeta más excelente" (más excellen Dictador), recibiría la violeta d'aur (violeta dorada) por el poema o cançó juzgado como el mejor. Los otros premios, otorgados por formas poéticas particulares, fueron igualmente florales, lo que llevó a los estudiosos posteriores a etiquetar los concursos como Jocs Florals. La mejor dança le valió a su creador una flor de gaug d'argen fi (una caléndula de plata fina), y las mejores sirventés, pastorèla o vergièra obtuvieron una flor d'ayglentina d'argen (una rosa plateada para perros) .
El primer premio fue otorgado el 3 de mayo de 1324 a Arnaut Vidal de Castelnou d'Ari por un sirventes en alabanza a la Virgen María. Los concursos se celebraron de forma intermitente hasta 1484, cuando el último premio fue otorgado a Arnaut Bernart de Tarascon. De este período de 160 años sobrevive el récord de alrededor de un centenar de premios. Durante ese siglo y medio, el Consistorio vio participantes tanto del sur de los Pirineos como del norte de Occitania, tanto de hombres como de mujeres. En un año desconocido, posiblemente 1385, una catalana anónima presentó un planh a los siete mantenedores para que lo juzgaran. El planh (lamento) es el de una mujer fiel a su amado, que ha estado ausente varios años.
Para juzgar estos concursos, el Consistorio encargó por primera vez que se redactara una gramática occitana, incluidas las leyes de la poesía. El primer compilador fue Guilhem Molinier, cuyas Leys d'amor se completó entre 1328 y 1337. Luego pasó por dos redacciones posteriores. Varios otros tratados gramaticales y glosas fueron producidos por poetas asociados con el Consistorio.
En 1471 el Consistorio estaba perdiendo su carácter occitano. Concedió la violeta dorada a Peire de Janilhac n'ostan qu'el fos Francés, per so que dictec e·l lengatge de Tholosa: a pesar de que era francés, porque compuso en la lengua de Toulouse. En 1513 el Consistorio se transformó en el Collège de rhétorique et de poésie françaises: el Colegio de Retórica y Poesía Francesa. En 1554 el Colegio recibe una plata eglantina subió a otro que Pierre de Ronsard, el mayor poeta francés de su generación, por sus Amours. Durante la Ilustración, Fabre d'Églantine recibió su nombre de la rosa de perro que la academia le otorgó en los jeux floraux (juegos florales). En 1694, el Consistori renació como Académie des Jeux Floraux, fundada por Luis XIV . Posteriormente, Víctor Hugo recibió un premio en el jeux . Todavía existe hoy.

## Carácter y legado

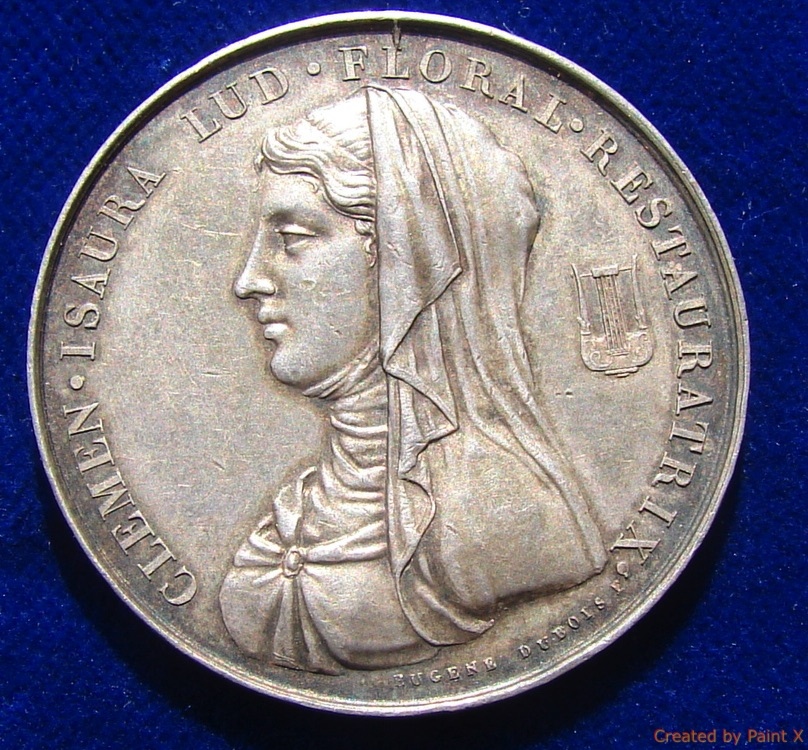
Medalla de Plata Toulouse Francia, 1819. Clémence Isaure, 1450-1500 (anverso).

Al Consistori, en su nostálgico intento de preservar lo que había pasado de moda, a menudo se le atribuye el mérito de fomentar una forma monótona de poesía desprovista de vitalidad y sentimiento. El amor cortés, con todas sus connotaciones adúlteras y extramaritales, era un tema más raro entre los trovadores asociados con Toulouse que los temas religiosos, especialmente marianos . Incluso en temas religiosos, sin embargo, su obra carece de la "fuerza" de los últimos trovadores del siglo XIII, como Cerverí de Girona, que escribió mucho sobre tales temas. Los tolosanos carecían de originalidad y por esa razón sus logros han sido subestimados por generaciones posteriores. Su aislamiento y su clasicismo los aparta de los movimientos literarios que dan vida a otras lenguas vernáculas, como el dolce stil novo y el Renacimiento en italiano y la obra de Ausiàs March en catalán .
Martí de Riquer es muy crítico con la escòla poetica de Tolosa, a la que acusa de una temática severamente limitada, lastrada por una concepción estrecha del arte e imponiendo restricciones que rigen la forma y el contenido poético, influyendo negativamente en la poesía catalana exportando occitanismos (hasta tendencias italianas). flotaba sobre las rutas del mar Mediterráneo occidental para rejuvenecerlo), y mantiene un lenguaje literario anticuado. Lo compara con el neoclasicismo francés y su "tiranía del monótono alejandrino ".
Es la inspiración para The Gay Science, 1882 de Friedrich Nietzsche. Es el homónimo del grupo folclórico italiano Gai Saber .

## Trovadores asociados

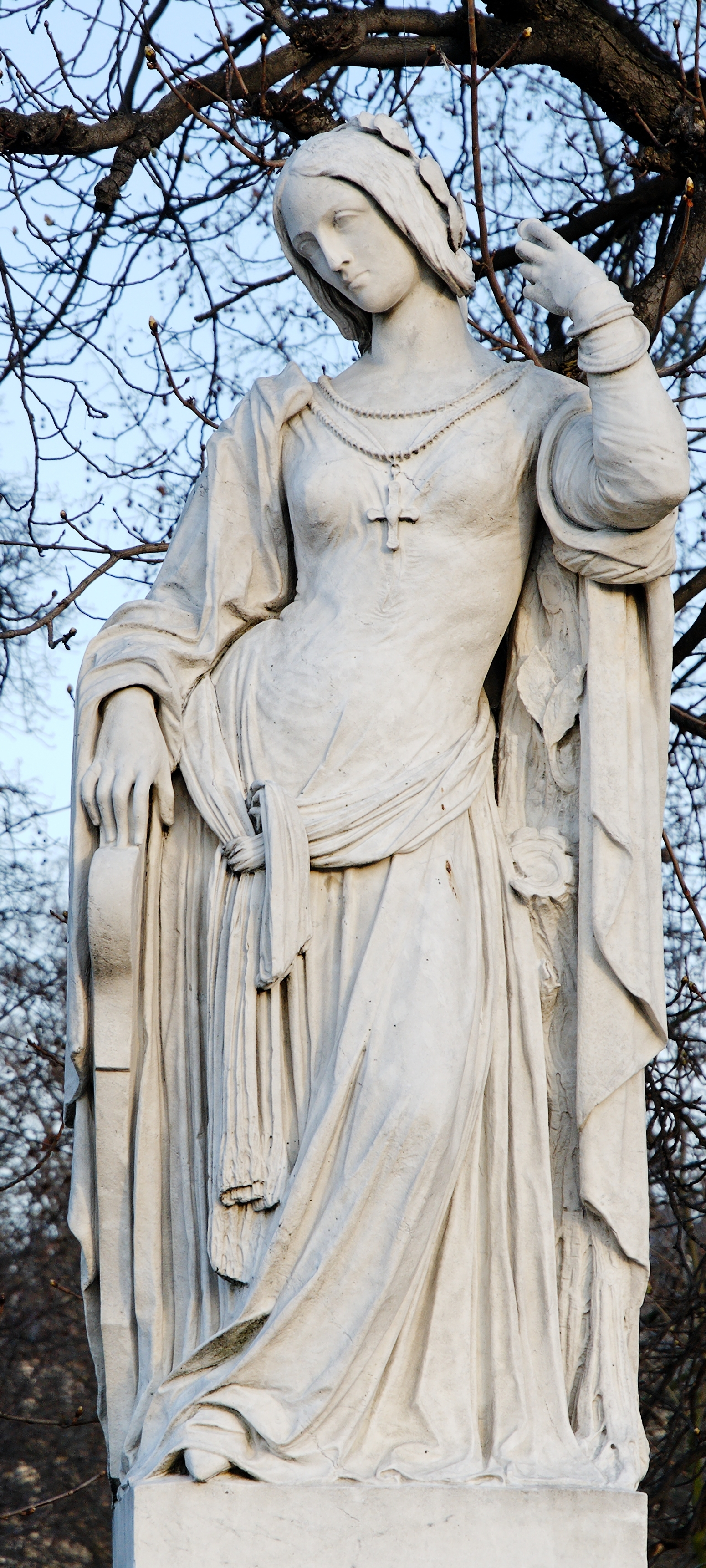
Estatua de Clémence Isaure de Antoine-Augustin Préault en la serie Reines de France et Femmes illustres en el Jardin du Luxembourg.

- Arnaut Bernart de Tarascon, ganó la violeta en 1484
- Arnaut Vidal de Castelnou d'Ari, ganó la violeta en 1324
- Bernart de Panassac, miembro fundador
- Bernat de Palaol, perdió un debate con Rovira en 1386
- Bertran del Falgar, ganador "coronado" en año desconocido
- Bertran de Payna, ganador "coronado" en año desconocido
- Bertran de Sant Roscha, tres veces "coronado"
- Gaston III de Foix, ganó el año desconocido "joia"
- Germà de Gontaut, mantenedor en 1355 y 1386
- Guilhem Molinier, primer canciller, redactó las reglas ( Leys )
- Guillem Bossatz d'Aorlayachs, ganó la eglantine y fue "coronado"
- Guillem Vetzinas, ganador "sellado" en año desconocido
- Jacme Rovira, ganó un debate con Palaol en 1386
- Jaume de Tolosa, año desconocido "coronado" ganador
- Johan Blanch, ganó el violeta c. 1360
- Joan de Castellnou, completó la versión final de los Leys alrededor de 1355
- Lorenç Mallol, presentó un verso figurado a concurso
- Luys Ycart, participante en año desconocido
- Peire Duran de Limoux, ganó la violeta en 1373
- Peire de Ladils, colaborador de Raimon de Cornet
- Peire de Monlasur, colaborador de Peire Duran
- Raimon de Cornet, llamado l'esprit le plus brillant (el espíritu más brillante) del Consistori
- Ramenat Montaut, ganó el año desconocido "joia"
- Ramon Galbarra, mantenedor en 1355 y 1386